# 土木・建築書協会
土木・建築書協会（どぼく・けんちくしょきょうかい）は，土木・建築関連の出版物を出している出版社などが加盟する業界団体。1981年（昭和56年）8月1日に、加盟9社で土木・建築書販売協議会が設立された。1983年（昭和58年）8月に、土木・建築書協会に改称。

## 土木・建築書協会 加盟出版社（五十音順）
- 鹿島出版会
- 技報堂出版
- 相模書房
- 彰国社
- 丸善出版
- 理工図書